# ФК «Алания» в еврокубках
Статья о выступлении российского футбольного клуба «Алания» (ранее также носившего названия «Спартак» (Владикавказ) и «Спартак-Алания») в европейских клубных кубковых турнирах УЕФА.
Всего за свою историю «Алания» принимала участие в 6 сезонах еврокубков, в том числе трижды подряд (1995/96 — 1997/98). Пока клубу ни разу не удалось пройти дальше первого основного раунда какого-либо турнира.

## Матчи

### 1993/1994
Кубок УЕФА. Первый раунд.
«Боруссия Дортмунд» — «Спартак» — 0:0
15 сентября 1993. Дортмунд. Стадион «Вестфалленштадион». 34 539 зрителей.
Судья:  Брайан Хилл (Англия)
«Боруссия»: Штефан Клос, Герхард Пошнер, Гюнтер Кутовски (Бодо Шмидт, 46'), Михаэль Шульц, Уве Грауэр, Маттиас Заммер, Штефан Ройтер, Михаэль Цорк, Стефан Шапюиза, Штеффен Фройнд (Франк Милль, 76'), Карл-Хайнц Ридле
«Спартак»: Заур Хапов, Артур Пагаев, Геннадий Денисов, Игорь Яновский, Инал Джиоев, Али Алчагиров, Александр Костин (Евгений Сапрыкин, 90'), Михаил Мархель (Шамиль Исаев, 65'), Марат Дзоблаев, Назим Сулейманов, Сергей Гадзанов
Предупреждение: Пагаев
Ответный матч
«Спартак» — «Боруссия Дортмунд» — 0:1
28 сентября 1993. Владикавказ. Республиканский стадион «Спартак». 35 000 зрителей
Судья:  Ион Крачунеску (Румыния)
«Спартак»: Заур Хапов, Артур Пагаев, Геннадий Денисов, Игорь Яновский, Инал Джиоев, Али Алчагиров, Александр Костин (Игорь Качмазов, 52'), Михаил Мархель, Марат Дзоблаев (Шамиль Исаев, 65'), Назим Сулейманов, Сергей Гадзанов
«Боруссия»: Штефан Клос, Герхард Пошнер, Гюнтер Кутовски, Михаэль Шульц, Нед Зелич, Матиас Заммер, Бодо Шмидт, Михаэль Цорк, Стефан Шапюиза, Штеффен Фройнд, Карл-Хайнц Ридле (Томас Франк, 86')
Гол: Шапюиза 62', (0:1)
Предупреждения: Качмазов, Джиоев
Удаление: Кутовски

### 1995/1996
Кубок УЕФА. Первый раунд.
«Спартак-Алания» — «Ливерпуль» — 1:2
12 сентября 1995. Владикавказ. Республиканский стадион «Спартак». 43 000 зрителей.
Судья:  Реми Аррель (Франция).
«Спартак-Алания»: Заур Хапов, Артур Пагаев (Сергей Тимофеев, 46'), Сергей Горлукович (Олег Корниенко, 81'), Инал Джиоев, Омари Тетрадзе, Бахва Тедеев, Игорь Яновский, Мирджалол Касымов (Сергей Деркач, 46'), Анатолий Канищев, Михаил Кавелашвили, Муртаз Шелия
«Ливерпуль»: Дэвид Джеймс, Роб Джонс, Стив Харкнесс, Фил Бэбб, Марк Райт, Нил Раддок, Стив Макманаман, Стэн Коллимор (Робби Фаулер, 79'), Майкл Томас, Джон Барнс, Джейми Реднапп
Голы: Касымов 21', (1:0). Макманаман 33', (1:1). Реднапп 53', (1:2)
Предупреждения: Тимофеев — Раддок
Ответный матч
«Ливерпуль» — «Спартак-Алания» — 0:0
26 сентября 1995. Ливерпуль. Стадион «Энфилд Роуд». 35 042 зрителя.
Судья:  Иржи Ульрих (Чехия).
«Ливерпуль»: Дэвид Джеймс, Роб Джонс, Стив Харкнесс, Фил Бэбб, Марк Райт, Нил Раддок, Стив Макманаман, Джейми Реднапп, Робби Фаулер (Иан Раш, 77'), Джон Барнс, Майкл Томас
«Спартак-Алания»: Заур Хапов, Артур Пагаев, Олег Корниенко (Сергей Деркач, 46'), Муртаз Шелия, Инал Джиоев, Омари Тетрадзе, Бахва Тедеев, Игорь Яновский, Мирджалол Касымов, Назим Сулейманов, Анатолий Канищев (Сергей Тимофеев, 46')
Предупреждения: Раддок — Яновский, Корниенко, Тетрадзе, Шелия, Тимофеев

### 1996/1997
Лига Чемпионов. 1-й квалификационный раунд.
«Рейнджерс» — «Алания» — 3:1
7 августа 1996. Глазго. «Айброкс». 42 000 зрителей.
Судья:  Маркус Мерк (Германия)
«Рейнджерс»: Энди Горам, Алек Клеланд, Йорг Альберц, Ричард Гаф, Гордан Петрич, Йоаким Бьорклунд, Стюарт Макколл, Данкан Фергюсон (Дерек Макиннс, 20'), Алли Маккойст (Петер Ван Фоссен, 74'), Гордон Дьюри, Бриан Лаудруп
«Алания»: Дмитрий Крамаренко, Заза Ревишвили (Георгий Боциев, 40'), Олег Корниенко, Артур Пагаев, Инал Джиоев, Омари Тетрадзе, Бахва Тедеев, Игорь Яновский, Мирджалол Касымов (Виталий Скиш, 65'), Алан Агаев, Назим Сулейманов (Олег Сергеев, 77')
Голы: Яновский 29', (0:1), Макиннс 51' (1:1), Маккойст 60', (2:1), Петрич 80', (3:1)
На 81 минуте Яновский не реализовал пенальти
Предупреждения: Петрич, Клеланд — Касымов, Корниенко
Удаление: Пагаев (64')
Ответный матч
«Алания» — «Рейнджерс» — 2:7
21 августа 1996. Владикавказ. Стадион «Спартак». 37 000 зрителей.
Судья:  Урс Майер (Швейцария)
«Алания»: Заур Хапов, Заза Ревишвили, Сергей Тимофеев, Олег Корниенко (Виталий Скиш, 79'), Муртаз Шелия, Инал Джиоев, Омари Тетрадзе, Бахва Тедеев (Алан Агаев, 28', Олег Сергеев, 57'), Игорь Яновский, Анатолий Канищев, Назим Сулейманов
«Рейнджерс»: Энди Горам, Алек Клеланд, Йорг Альберц, Ричард Гаф, Гордан Петрич, Йоаким Бьорклун, Стюарт Маккол, Дерек Макиннс (Иан Даррант, 85'), Алли Маккойст (Гордон Дьюри, 75'), Петер Ван Фоссен (Чарли Миллер, 67'), Бриан Лаудруп
Голы: Маккойст 1', (0:1), Маккойст 14', (0:2), Яновский 15', (1:2), Маккойст 18', (1:3), Сулейманов 23' — с пенальти, (2:3), Ван Фоссен 40', (2:4), Лаудруп 56', (2:5), Лаудруп 83', (2:6), Миллер 88' (2:7)
Предупреждение: Гаф
Кубок УЕФА. Первый раунд.
«Алания» — «Андерлехт» — 2:1
10 сентября 1996. Владикавказ. Стадион «Спартак». 35 000 зрителей.
Судья:  Роберт Седлачек (Австрия).
«Алания»: Заур Хапов, Муртаз Шелия, Сергей Тимофеев, Артур Пагаев, Олег Корниенко (Заза Ревишвили, 59') (Роберт Битаров, 65'), Омари Тетрадзе, Бахва Тедеев (Олег Сергеев, 79'), Игорь Яновский, Алан Агаев, Анатолий Канищев, Назим Сулейманов
«Андерлехт»: Герт де Влигер, Селестин Бабаяро, Суад Катана, Сэм Джонсон, Тибор Шеймеш, Оливье Долль, Пер Зеттерберг, Йохан Валем, Данни Боффен, Йоу Преко, Жиль де Бильде (Джеймс Обиора, 66')
Голы: Пагаев 3' в свои ворота, (0:1), Яновский 19', (1:1), Шелия 48', (1:2)
Предупреждения: Пагаев, Канищев, Сергеев, Шелия — Шеймеш
Ответный матч
«Андерлехт» — «Алания» — 4:0
24 сентября 1996. Брюссель. Стадион «Вайден Сток». 24 000 зрителей.
Судья :  Георге Константину (Румыния)
«Андерлехт»: Герт де Влигер, Сэм Джонсон, Суад Катана, Йохан Валем, Селестин Бабаяро, Фредерик Пейреманс, Оливье Долль (Санди Олисе, 87'), Данни Боффен, Пер Зеттерберг (Вальтер Басседжио, 84'), Йоу Преко (Джеймс Обиора, 79'), Жиль де Бильде
«Алания»: Заур Хапов, Инал Джиоев (Назим Сулейманов, 59'), Олег Корниенко, Сергей Тимофеев, Муртаз Шелия, Омари Тетрадзе, Бахва Тедеев, Игорь Яновский, Алан Агаев (Аслан Датдеев, 64'), Анатолий Канищев, Сергей Деркач (Олег Сергеев, 32')
Голы: Джонсон 28', (1:0), де Бильде 39', (2:0), Зеттерберг 63', (3:0), Зеттерберг 68', (4:0)
Предупреждения: Долль — Шелия, Тимофеев, Джиоев

### 1997/1998
Кубок УЕФА. Второй квалификационный раунд.
«Алания» — «Днепр» — 2:1
12 августа 1997. Владикавказ. Стадион «Спартак». 32 000 зрителей.
Судья:  Дермот Галлахер (Англия)
«Алания»: Дмитрий Крамаренко, Артур Пагаев, Сергей Тимофеев, Раймондас Жутаутас, Ахрик Цвейба, Бахва Тедеев (Инал Джиоев, 58'), Игорь Яновский, Леван Кобиашвили, Анатолий Канищев, Георгий Гахокидзе, Алан Агаев (Михаил Ашветия, 32')
«Днепр»: Илья Близнюк, Александр Поклонский, Дмитрий Парфёнов, Геннадий Козарь, Сергей Мизин, Иван Гецко (Георгий Киласония, 66'), Александр Паляница, Геннадий Мороз, Сергей Нагорняк (Владимир Шаран, 50'), Виталий Дацишин, Александр Коваленко (Иван Павлюх, 69')
Голы: Паляница 6', (0:1), Жутаутас 17', (1:1), Ашветия 58', (2:1)
Предупреждения: Цвейба, Ашветия — Мизин, Близнюк
Ответный матч
«Днепр» — «Алания» — 1:4
26 августа 1997. Днепропетровск. Стадион «Метеор». 8 000 зрителей.
Судья:  Карл-Эрик Нильссон (Швеция)
«Днепр»: Илья Близнюк, Александр Поклонский, Дмитрий Парфёнов, Геннадий Козарь, Виктор Белкин (Георгий Киласония, 51'), Сергей Мизин, Иван Гецко, Александр Паляница, Геннадий Мороз (Иван Павлюх, 36'), Сергей Нагорняк, Владимир Шаран (Виталий Дацишин, 78')
«Алания»: Заур Хапов, Артур Пагаев, Раймондас Жутаутас, Инал Джиоев (Олег Корниенко, 75'), Ахрик Цвейба, Игорь Яновский, Леван Кобиашвили (Аслан Датдеев, 84'), Анатолий Канищев, Георгий Гахокидзе, Кахабер Цхададзе, Игорь Авдеев (Алан Агаев, 64')
Голы: Гахокидзе 2', (0:1). Шаран 23', (1:1). Гахокидзе 30', (1:2). Яновский 33', (1:3). Кобиашвили 45', (1:4)
На 12-й минуте пенальти не реализовал Мизин (вратарь)
Предупреждения: Цхададзе, Авдеев, Гахокидзе
Кубок УЕФА. Первый раунд.
МТК — «Алания» — 3:0
16 сентября 1997. Будапешт. Стадион МТК. 3 000 зрителей.
Судья:  Лоуренс Саммут (Мальта)
МТК: Габор Бабош, Мольнар, Эмиль Леринц, Циммерманн, Аттила Куттор, Чаба Мадар, Ласло Фаркашзахи, Кристиан Кенешеи (Шандор Прайзенгер, 46'), Ференц Орос (Аурел Чертой, 84'), Бела Иллеш, Габо Эгрешши
«Алания»: Заур Хапов, Артур Пагаев, Георгий Гахокидзе, Инал Джиоев, Раймондас Жутаутас, Игорь Яновский, Леван Кобиашвили, Игорь Авдеев (Аслан Датдеев, 57'), Анатолий Канищев (Михаил Ашветия, 76'), Ахрик Цвейба, Олег Корниенко
Голы: Иллеш 60', (1:0), Прайзингер 70', (2:0), Леринц 88' — с пенальти, (3:0)
Предупреждения: Илеш — Пагаев, Яновский, Кобиашвили
Удаление: Пагаев (88') (фол последней надежды)
Ответный матч
«Алания» — МТК — 1:1
30 сентября 1997. Владикавказ. Стадион «Спартак». 31 000 зрителей.
Судья:  Уильям Янг (Шотландия)
«Алания»: Заур Хапов, Олег Корниенко, Георгий Гахокидзе, Инал Джиоев, Раймондас Жутаутас, Игорь Яновский, Аслан Датдеев (Алан Агаев, 46'), Игорь Авдеев (Джамбулад Базаев, 75'), Анатолий Канищев, Юрий Мороз, Михаил Ашветия (Тамерлан Сикоев, 55')
МТК Будапешт: Габор Бабош, Мольнар, Эмиль Леринц, Циммерманн, Аттила Куттор, Чаба Мадар, Ласло Фаркашхази, Тамаш Самоши, Ференц Орос (Кристиан Канешеи, 82'), Габор Халмай, Шандор Прайзингер (Аурел Чертой, 52')
Голы: Мороз 16', (1:0). Халмай 84', (1:1)
Предупреждения: Датдеев, Жутаутас, Мороз

### 2000/2001
Кубок УЕФА. Первый раунд.
«Алания» — «Амика» — 0:3
14 сентября 2000 года. Владикавказ. Стадион «Спартак». 23 000 зрителей.
Судья:  Леба (Швейцария)
«Алания»: Вениамин Мандрыкин, Али Алчагиров, Церетели, Флоринел Миря, Александр Аверьянов, Георгий Стратулат (Любомир Кантонистов, 46'), Пауло Эмилиу (Михаил Ашветия, 77'), Бахва Тедеев, Роберт Битаров, Борисенко, Георгий Боциев (Георгий Базаев, 63')
«Амика»: Стружинский, Байор, Бартош Босацкий, Вудкевич, Пэнчак, Павел Крышалович, Круль (Пётр Собочинский, 61'), Соколовский, Андрашак (Давидовский, 90'), Яцкевич, Зеньчук (Дубеля, 89')
Голы: Крышалович, 44', (0:1). Круль, 50' (0:2). Зеньчук, 88' (0:3)
Предупреждения: Миря (36'), Алчагиров (63'), Битаров (70') — Вудкевич (5')
Удаление: Алчагиров (82')
Ответный матч
«Амика» — «Алания» — 2:0
28 сентября 2000 года. Вронки. Стадион «Спортива Амика». 3 500 зрителей.
Судья:  Георгиу (Кипр)
«Амика»: Стружинский, Байор, Пэнчак, Бартош Босацкий, Давидовский, Бенюк (Кутелка, 60'), Соколовский, Яцкевич (Билинский, 75'), Зенчук (Дубеля, 65'), Павел Крышалович, Пётр Собочинский
«Алания»: Вениамин Мандрыкин, Артур Пагаев (Роберт Битаров, 46'), Виталий Маевич, Раймондас Жутаутас, Церетели, Александр Аверьянов, Флоринел Миря, Георгий Базаев, Бахва Тедеев (Георгий Стратулат, 65'), Пауло Эмилиу, Михаил Ашветия (Борисенко, 61')
Голы: Крышалович, 41' (1:0), Собочинский, 75' (2:0)
Предупредждения: Босацкий (7') — Жутаутас (18'), Маевич (24')
Удаление: Маевич (41')

### 2011/2012
Лига Европы УЕФА. 3-й квалификационный раунд.
«Алания» — «Актобе» — 1:1
28 июля 2011 года. Владикавказ. Стадион «Спартак». 23 000 зрителей.
Судья:  Иван Крузлиак (Словакия)
«Алания»: Дмитрий Хомич, Аслан Дудиев (Ацамаз Бураев, 51'), Дмитрий Грачёв, Антон Григорьев, Гур Акес Дакоста, Симион Булгару, Арсен Хубулов (Иван Стоянов, 80'), Георгий Габулов, Роланд Гиголаев, Марат Бикмаев (Тарас Царикаев 46'), Данило Неко
«Актобе»: Андрей Сидельников, Антон Чичулин (Пётр Бадло, 75'), Роберт Примус, Самат Смаков, Эмиль Кенжисариев, Юрий Логвиненко, Зоран Костич, Дарко Малетич, Марат Хайруллин (Максим Семёнов, 90+5'), Владимир Джилас (Сергей Бойченко, 65'), Малик Мане
Голы: Мане, 11' (1:0), Бураев 60' (1:1)
Предупреждения: Бикмаев (12'), Дудиев (46') — Примус (18'), Хайруллин (37'), Кенжисариев (61'), Костич (62')
Удаление: Сидельников (65')
Ответный матч
«Актобе» — «Алания» — 1:1 (Дополнительное время — 1:1, серия пенальти —- 2:4)
4 августа 2011 года. Актюбинск. Стадион «Центральный». 13 000 зрителей.
Судья:  Саймон Ли Эванс (Уэльс)
«Актобе»: Сергей Бойченко, Самат Смаков, Эмиль Кенжисариев, Роберт Примус, Максим Семёнов (Пётр Бадло, 61'), Юрий Логвиненко, Дарко Малетич, Марат Хайруллин, Антон Чичулин, Владимир Джилас, Малик Мане
«Алания»: Дмитрий Хомич, Тарас Царикаев, Дмитрий Грачёв, Антон Григорьев, Гур Акес Дакоста, Иван Стоянов, Ибрахим Гнану (Роланд Гиголаев, 105'), Георгий Габулов, Арсен Хубулов (Аслан Дудиев, 46', Ацамаз Бураев, 81'), Марат Бикмаев , Данило Неко
Голы: Бикмаев 55' (0:1), Джилас 75' (1:1).
Предупреждения: Семёнов (54'), Примус (66'), Джилас (102') — Гнану (15'), Габулов (60'), Царикаев (70')
Удаление: Примус (69')
Серия пенальти: Габулов (0:1), Хайруллин (1:1), Бикмаев (1:2), Кенжисариев (2:2), Р. Гиголаев (2:3), Мане (вратарь — 2:3), Неко (2:4), Джилас (вратарь — 2:4)
Лига Европы УЕФА. Раунд плей-офф
«Бешикташ» — «Алания» — 3:0
18 августа 2011 года. Стамбул. Стадион «Инёню».
Судья:  Станислав Тодоров (Болгария)
«Бешикташ»: Речбер Рюштю, Исмаил Кёйбаши, Мануэл Фернандеш, Ибрахим Тораман, Эгемен Коркмаз, Томаш Сивок, Гути, Фабиан Эрнст, Симан Саброза (Филип Голошко, 30'), Угу Алмейда (Мехмет Акюз, 90+1'), Мустафа Пектемек (Вели Кавлак, 61')
«Алания»: Дмитрий Хомич, Аслан Дудиев (Коста Барбарусес, 53'), Дмитрий Грачёв, Антон Григорьев, Заурбек Плиев, Тарас Царикаев, Михаил Бакаев, Георгий Габулов, Марат Бикмаев, Данило Неко (Арсен Хубулов, 70'), Родольфо Селайя (Симион Булгару, 36')
Голы: Сивок 19' (1:0), Гути 75' — с пенальти (2:0), Алмейда 89' (3:0)
Предупреждения: Сивок (20'), Фернандеш (38'), Тораман (60'), Гути (64') — Неко (38'), Булгару (51'), Царикаев (74')
Ответный матч
«Алания» — «Бешикташ» — 2:0
25 августа 2011 года. Владикавказ. Стадион «Спартак».
Судья:  Александру Тудор (Румыния)
«Алания»: Дмитрий Хомич, Аслан Дудиев (Сослан Таказов, 19'), Симион Булгару, Антон Григорьев, Дмитрий Грачёв, Гур Акес Дакоста, Михаил Бакаев, Заурбек Плиев, Тарас Царикаев, Арсен Хубулов (Данило Неко, 49'), Георгий Габулов, Марат Бикмаев (Роланд Гиголаев, 74'), Родольфо Селайя
«Бешикташ»: Речбер Рюштю, Исмаил Кёйбаши, Мануэл Фернандеш, Ибрахим Тораман, Томаш Сивок, Вели Кавлак (Экрем Даг, 89'), Угу Алмейда, Гути (Мехмет Аурелио, 63'), Филип Голошко (Мустафа Пектемек, 71'), Фабиан Эрнст, Эгемен Коркмаз
Голы: Габулов 80' (1:0), Неко 88' (2:0)
Предупреждения: Габулов (8'), Дудиев (12'), Хубулов (24'), Булгару (42'), Плиев (35'), (Булгару 43'), Бикмаев (70'), Р.Гиголаев (88') — Коркмаз (8'), Фернандеш (35'), Тораман (70'), Алмейда (78'), Рюштю (90'), Пектемек (90+2')
Удаление: Тораман (86')

## Итоговые результаты
По состоянию на 26 августа 2011 года:
| Сезон   | Соревнование   | Раунд                      | Страна    | Клуб                   | Домашний матч | Матч в гостях | Общий счёт   |
| ------- | -------------- | -------------------------- | --------- | ---------------------- | ------------- | ------------- | ------------ |
| 1993/94 | Кубок УЕФА     | 1-й раунд                  | Германия  | Боруссия (Дортмунд)    | 0:1           | 0:0           | 0:1          |
| 1995/96 | Кубок УЕФА     | 1-й раунд                  | Англия    | Ливерпуль              | 1:2           | 0:0           | 1:2          |
| 1996/97 | Лига чемпионов | Квалификационный раунд     | Шотландия | Рейнджерс (Глазго)     | 2:7           | 1:3           | 3:10         |
| 1996/97 | Кубок УЕФА     | 1-й раунд                  | Бельгия   | Андерлехт              | 2:1           | 0:4           | 2:5          |
| 1997/98 | Кубок УЕФА     | 2-й квалификационный раунд | Украина   | Днепр (Днепропетровск) | 2:1           | 4:1           | 6:2          |
| 1997/98 | Кубок УЕФА     | 1-й раунд                  | Венгрия   | МТК (Будапешт)         | 1:1           | 0:3           | 1:4          |
| 2000/01 | Кубок УЕФА     | 1-й раунд                  | Польша    | Амика (Вронки)         | 0:3           | 0:2           | 0:5          |
| 2011/12 | Лига Европы    | 3-й квалификационный раунд | Казахстан | Актобе                 | 1:1           | 1:1 (п. 4:2)  | 2:2 (п. 4:2) |
| 2011/12 | Лига Европы    | Раунд плей-офф             | Турция    | Бешикташ               | 2:0           | 0:3           | 2:3          |

## Результаты против клубов разных стран
По состоянию на 26 августа 2011 года:
| Страна    | М | В | Н | П | МЗ | МП | РМ | Сезоны  |
| --------- | - | - | - | - | -- | -- | -- | ------- |
| АНГЛИЯ    | 2 | 0 | 1 | 1 | 1  | 2  | −1 |         |
| Ливерпуль | 2 | 0 | 1 | 1 | 1  | 2  | −1 | 1995/96 |
| БЕЛЬГИЯ   | 2 | 1 | 0 | 1 | 2  | 5  | −3 |         |
| Андерлехт | 2 | 1 | 0 | 1 | 2  | 5  | −3 | 1996/97 |
| ВЕНГРИЯ   | 2 | 0 | 1 | 1 | 1  | 4  | −3 |         |
| МТК       | 2 | 0 | 1 | 1 | 1  | 4  | −3 | 1997/98 |
| ГЕРМАНИЯ  | 2 | 0 | 1 | 1 | 0  | 1  | −1 |         |
| Боруссия  | 2 | 0 | 1 | 1 | 0  | 1  | −1 | 1993/94 |
| КАЗАХСТАН | 2 | 0 | 2 | 0 | 2  | 2  | 0  |         |
| Актобе    | 2 | 0 | 2 | 0 | 2  | 2  | 0  | 2011/12 |
| ПОЛЬША    | 2 | 0 | 0 | 2 | 0  | 5  | −5 |         |
| Амика     | 2 | 0 | 0 | 2 | 0  | 5  | −5 | 2000/01 |
| ТУРЦИЯ    | 2 | 1 | 0 | 1 | 2  | 3  | −1 |         |
| Бешикташ  | 2 | 1 | 0 | 1 | 2  | 3  | −1 | 2011/12 |
| УКРАИНА   | 2 | 2 | 0 | 0 | 6  | 2  | +4 |         |
| Днепр     | 2 | 2 | 0 | 0 | 6  | 2  | +4 | 1997/98 |
| ШОТЛАНДИЯ | 2 | 0 | 0 | 2 | 3  | 10 | −7 |         |
| Рейнджерс | 2 | 0 | 0 | 2 | 3  | 10 | −7 | 1996/97 |

## Итоговая статистика
По состоянию на 26 августа 2011 года:
| Турнир                      | Матчи | Победы | Ничьи | Поражения | Забито | Пропущено | Разница мячей |
| --------------------------- | ----- | ------ | ----- | --------- | ------ | --------- | ------------- |
| Лига чемпионов УЕФА         | 2     | 0      | 0     | 2         | 3      | 10        | −7            |
| Кубок УЕФА/Лига Европы УЕФА | 16    | 4      | 5     | 7         | 14     | 24        | −10           |
| Итого                       | 18    | 4      | 5     | 9         | 17     | 34        | -17           |